# Блотниця (Свентокшиське воєводство)
Блотниця (пол. Błotnica) — село в Польщі, у гміні Стомпоркув Конецького повіту Свентокшиського воєводства.
Населення — 146 осіб (2011).
У 1975-1998 роках село належало до Келецького воєводства.

## Демографія
Демографічна структура на день 31 березня 2011 року:
|          | Загалом | Допрацездатний вік | Працездатний вік | Постпрацездатний вік |
| -------- | ------- | ------------------ | ---------------- | -------------------- |
| Чоловіки | 66      | 11                 | 44               | 11                   |
| Жінки    | 80      | 10                 | 40               | 30                   |
| Разом    | 146     | 21                 | 84               | 41                   |